# Primrose Hill
Primrose Hill és un turó situat al districte de Camden, a Londres. Fa 78 m i ofereix una vista panoràmica sobre el Central London cap al sud-est, com també sobre Belsize Park i Hampstead al nord. El turó es troba al nord de Regent's Park. Primrose Hill ha donat el seu nom al barri proper.
Pel seu interès històric especial des de maig de 2001 és un Monument Classificat registrat de Grau II.
El setembre de 2010 va ser el lloc escollit per a la localització d'un videoclip del grup coral Libera.